# Laura Widak
Laura Sarah Widak (* 5. Januar 1997) ist eine deutsche Fußballspielerin. Sie stand bis zur Saison 2017/18 bei Bayer 04  Leverkusen unter Vertrag.

## Karriere

### Vereine
Laura Widak begann bereits im Kindergarten mit dem Fußballspielen und trat im Alter von neun Jahren ihrem Heimatverein FV Salia Sechtem bei wo sie bis 2013 gemeinsam mit Jungs spielte. Für die Auswahlmannschaft des Fußball-Verbands Mittelrhein nahm sie 2012 am U-15-Länderpokal teil und war beim U-17-Länderpokal im selben Jahr mit vier Treffern beste Torschützin des Turniers. Im März 2013 gehörte sie der U-16-Auswahl des DFB an, die beim U-19-Länderpokal den elften Platz belegte. Zur Saison 2013/14 wechselte die Angreiferin zum Bundesligisten Bayer 04 Leverkusen, wo sie einen Zweijahresvertrag unterschrieb. Am 8. September 2013 gab sie am ersten Spieltag beim 3:0-Sieg gegen den FCR 2001 Duisburg ihr Bundesligadebüt.

### Nationalmannschaft
Widak bestritt am 16. April 2013 bei der 1:2-Niederlage gegen Dänemark ihre erste Partie für die deutsche U-16-Nationalmannschaft und erzielte in diesem Spiel sogleich ihren ersten Treffer, dem sie zwei Tage später – erneut gegen Dänemark – den zweiten folgen ließ. Im Juli 2013 nahm sie mit den U-16-Juniorinnen am Nordic Cup teil, den die Mannschaft ohne Gegentreffer nach einem 3:0-Finalerfolg gegen Dänemark gewinnen konnte. Am 18. September 2013 spielte sie erstmals für die deutschen U-17-Juniorinnen. Dabei gelangen ihr beim 8:1-Sieg gegen die Schweiz zwei Treffer. Ende 2013 gehörte sie zum deutschen Kader für U-17-Europameisterschaft in England und erreichte mit ihrer Mannschaft das Finale, wo sie sich im Elfmeterschießen gegen Spanien durchsetzen konnte und Europameister wurde.

## Sonstiges
Widak besuchte seit Sommer 2013 das Landrat-Lucas-Gymnasium in Leverkusen, wo sie 2016 ihr Abitur bestand.

## Erfolge
- U-17-Europameisterin 2014
- Nordic-Cup-Siegerin 2013 mit den U-16-Juniorinnen des DFB
- Torschützenkönigin beim U-17-Länderpokal 2012